# Crosbyton
Crosbyton – miasto w Stanach Zjednoczonych, w stanie Teksas, w  hrabstwie Crosby. W 2000 roku liczyło 1 874 mieszkańców.